# Ol-Anderstjärnen (Stuguns socken, Jämtland)
Ol-Anderstjärnen är en sjö i Ragunda kommun i Jämtland och ingår i Indalsälvens huvudavrinningsområde.